# Shibam
Shibam är en stad i det historiska landskapet Hadramawt i Jemen. Den har omkring 7 000 invånare.

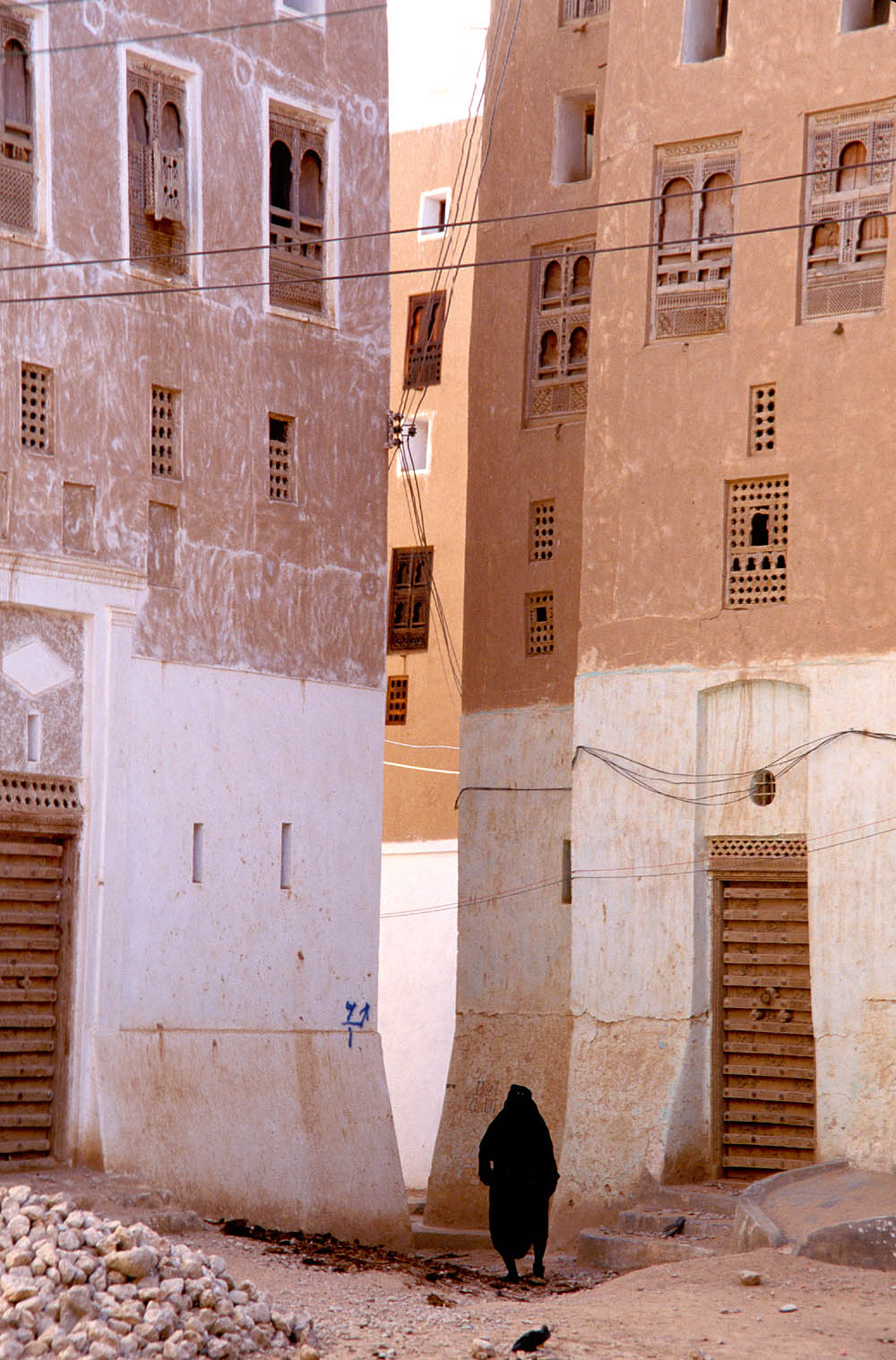
Byggnader från stadskärnan i Shibam, med traditionella fönster och dörrar

Shibam var en gång i tiden huvudstad i kungadömet Hadramawt. Det är berömt för sin distinkta arkitektur och blev därför 1982 uppsatt på Unescos världsarvslista. Husen i Shibam är alla gjorda av lertegel, och där finns omkring 500 tornbyggnader som är mellan 5 och 9 våningar höga. Shibam har existerat i omkring 2 000 år, men de flesta av stadens byggnader är från 1500-talet. Men under århundradena som följde har man återuppbyggt staden om och om igen. Shibam kallas ofta "den äldsta skyskrapestaden i världen" eller "öknens Manhattan".